# Батт, Исаак
Исаак Батт (англ. Isaac Butt; 6 сентября 1813, Гленфин, Донегол, Ольстер, Ирландия — 5 мая 1879, Дублин, Ирландия) — ирландский адвокат, редактор, политический деятель-националист, депутат парламента; считается одним из основателей ирландского национализма.

## Биография
Родился в зажиточной семье священника, получил очень хорошее для своего времени образование, окончив с отличием дублинский Тринити-колледж и в 1836 году став там профессором политической экономии. В 1838 году получив статус барристера, вскоре стал известным не только как талантливый адвокат, но и как политик-националист, стоящий на протестантских и консервативных позициях и находящийся в оппозиции к другому известному ирландскому националисту того времени, О’Коннелу: Батт поддерживал существование Соединённого королевства Великобритании и Ирландии с предоставлением последней широкого самоуправления и был одним из основателей «лиги гомруля».
В 1844 году Батт был произведён в королевские адвокаты. Он участвовал в разборе многих важных судебных дел Ирландии в течение многих лет, занимался, в частности, защитой Смита О’Брайена в 1848 году и фениев между 1865 и 1869 годами. В 1852 году он вернулся в парламент будучи депутатом от тори, и сохранял это место до 1865 года, но его взгляды постепенно стали более либеральными, что привело к отходу от некоторых прежних идей.
Его карьера в парламенте была омрачена его привычной расточительной жизнью, в результате чего он постоянно испытывал денежные затруднения и между 1865 и 1870 годами был вынужден снова вернуться к своей адвокатской работе в суде. В результате, кризис ирландской церкви привёл Батта и других ирландских протестантов к союзу с националистами, которые всегда отвергали унию с Англией, и 19 мая 1870 года на большом совещании в Дублине он произнёс ставшую знаменитой речь, в которой потребовал учреждения ирландского парламента для решения местных вопросов. На этой почве он был избран в 1871 году от Лимерика и стал во главе Ирландской партии самоуправления, насчитывавшей пятьдесят семь членов. Но этот союз был слишком разношёрстным, и Батт вскоре обнаружил, что у него не было почти никакого контроля над своими более агрессивно настроенными, чем он, последователями. Он не имел пристрастия к насильственным методам или учинению «препятствий» в парламенте, а его руководство партией постепенно стало недействительным. Его формальное положение сказалось на ухудшении его здоровья и он умер в Дублине 5 мая 1879 года.